# Marina Marza
Marina Marza o anche solo Marza (a Marza in siciliano) è una frazione del comune di Ispica, in Sicilia. Situata sulla fascia costiera del territorio comunale, insieme alla confinante Santa Maria del Focallo è frequentata soprattutto da turisti e dagli abitanti dei centri limitrofi nella stagione estiva.

## Geografia e clima

### Geografia
La strada principale di Marina Marza si affaccia su una serie di spiagge, tra cui quella di Ucca 'a Marina e quella di Punta Ciriga, particolarmente note per fini turistici.